# Nabil Sahraoui
Pour les articles homonymes, voir Sahraoui.
Nabil Sahraoui ou Mustapha Abou Ibrahim, né le 26 septembre 1966 et mort le 20 juin 2004, est l'un des fondateurs, puis le chef du Groupe salafiste pour la prédication et le combat (GSPC).

## Biographie
Ingénieur en énergie thermique de formation, il est l'un des fondateurs du GSPC, dont il devient le chef en août 2003. En juin 2004, Nabil Sahraoui est tué par l'armée nationale populaire algérienne lors d'une embuscade dans les montagnes de Kabylie. Il est remplacé à la tête du GSPC par Abdelmalek Droukdal.